# Yvon Chabrowski
Yvon Chabrowski (geboren in Ost-Berlin) ist eine deutsche Künstlerin, die im Medium Bewegtbild und Video-Skulptur arbeitet.

## Leben
Yvon Chabrowski wuchs in den 1990er Jahren in der linken Kultur-Szene von Ost-Berlin auf. In ihrer Jugend entwickelte sie eine starke Beziehung zur analogen s/w Fotografie, die sie nutzte, um zu dokumentieren, was sie umgab. Das Fotolabor wurde zum Rückzugsort, an dem sie Bilder im Prozess ihrer Entwicklung betrachtete und damit den gesellschaftlichen Wandel mit ihrem eigenen Blick auf Distanz begegnen konnte. In dieser Zeit verlor sie ihre Eltern.
Yvon Chabrowski besuchte das John-Lennon-Gymnasium Berlin-Mitte, wo sie die fotografischen Arbeiten des damaligen Scheinschlag-Fotografen Adrian Sauer entdeckte. In einem Freundeskreis, der sich verschiedenen antifaschistischen Organisationen anschloss, machte sie Bekanntschaft mit Julian Röder. Röder, Sauer und Chabrowski studierten später in den 2000er Jahren in der Klasse von Timm Rautert und Florian Ebner an der Hochschule für Grafik und Buchkunst Leipzig.
Internationale Perspektiven und Wissen über verschiedene Kulturen, Sprachen und Gesellschafts-Realitäten konnte Chabrowski früh sammeln, da sie von 1996 bis 1997 in Brasilien lebte. Von 1999 bis 2004 lebte sie zudem in einer 10-köpfigen Gemeinschaft mit Künstlern und Aktivisten. 2003/2004 studierte sie zusammen mit dem Künstlerkollegen Florian Rossmanith an der École nationale supérieur des beaux-arts Lyon. 2008/2009 hatte sie ein DAAD-Stipendium in New York inne. Seitdem waren ihre Arbeiten auf zahlreichen Biennalen sowie in Ausstellungsprojekten in Moskau, São Paulo, Novosibirsk, Odessa, Kairo, Arnheim, Liechtenstein u. a. zu sehen. Im Jahr 2009 und 2014 stellte sie im Eigen + Art LAB aus. 2019 zeigte die Kunsthalle Rostock ihre Einzelausstellung BODIES AND VALUES und sie gewann den 7. Internationalen Marianne Brandt Wettbewerb.
In den Jahren 2017 bis 2021 unterrichtete Chabrowski an der Akademie der Bildenden Künste Stuttgart, an der Staatlichen Hochschule für Gestaltung Karlsruhe, an der Muthesius Kunsthochschule Kiel und an der Universität der Künste Berlin. Im Zentrum sowohl der Lehre als auch der künstlerischen Praxis von Yvon Chabrowski steht die Analyse von historischen Narrativen und Bildtraditionen, die sich in den verschiedenen analogen und digitalen bildgebenden Medien einschreiben. Wie können gesellschaftliche Prozesse und mediale Phänomene recherchiert und sichtbar gemacht werden?

## Werk
In ihren Video-Skulpturen verhandelt Yvon Chabrowski mediale Bildformeln, die sie aus ihrem Kontext herauslöst und im Verhältnis zum medialen Raum und eigenen Körper betrachtet. Mit performativen Strategien untersucht sie das Eigenleben zirkulierender Medienbilder im Verhältnis zu Körpern und transformiert diese in raumgreifende Video-Skulpturen, die verschiedene Perspektiven und Narrative zulassen. Ausgangspunkt ihrer performativen Video-Skulpturen sind gesellschaftliche Prozesse sowie medienspezifische Fragestellungen.

## Preise und Stipendien (Auswahl)
- 2021 Arbeitsstipendium der Stiftung Kunstfonds
- 2021 Aufenthaltsstipendium mare-Künstlerhaus, Roger Willemsen Stiftung[15]
- 2020 Aufenthaltsstipendium Villa Serpentara der Jungen Akademie der Bildenden Künste Berlin und Villa Massimo, Rom[16][17]
- 2019 VISIT Stipendium der E.on Stiftung, Essen[18]
- 2019 1. Preis, 7. Internationaler Marianne Brandt Wettbewerb, Chemnitz[19][20]
- 2019 Arbeitsstipendium der Hansestadt Rostock[21]
- 2018 AArtists in Residence des Auswärtigen Amtes und LBG, Berlin[22]
- 2015 Aufenthaltsstipendium Künstlerhaus Lukas, Ahrenshoop[23]
- 2016 Arbeitsstipendium der Kulturstiftung des Freistaates Sachsen
- 2013 Goldrausch Künstlerinnenprojekt, Berlin[24]
- 2007 – 2008 Sächsisches Landesstipendium, Leipzig

## Ausstellungen (Auswahl)

### Einzelausstellungen
- 2006 Waiting für the Taxis, HGB, Leipzig
- 2013 Dramatische Funde im Schutthaufen, Raum für Zweckfreiheit, Berlin[25]
- 2015 Comfort Zone, Sonntag, Berlin[26]
- 2020 Bodies and Values, Kunsthalle Rostock, Rostock[27]

### Gruppenausstellungen
- 2011 ANGRY Young and radical, Fotomuseum Netherlands[28]
- 2014 DRAMATISCHE FUNDE IM SCHUTTHAUFEN, Kunstverein Freunde aktueller Kunst, Zwickau[29]
- 2014 A TIME FOR DREAMS, IV Moscow International Biennale for young Art, Moskau[30]
- 2015 ON DYNAMICS AND MONUMENTS, Albrecht Dürer Gesellschaft, Kunstverein Nürnberg[31][32]
- 2015 TELEGEN - KUNST UND FERNSEHEN, Kunstmuseum Bonn[33]
- 2016 BREATHING SPACE, Museum Arnhem[34]
- 2017 BETWEEN POST-TRUTHS AND EVENTS, Frestas Triennial, Sorocaba, São Paulo[35]
- 2017 TURBULENCE, Odessa Biennale
- 2017 OPEN THE NARRATIVE, Werkschauhalle, Leipzig[36]
- 2017 PUSH LEBEN IN ZEITEN DER HYPERINFORMATION, EMAF, Kunsthalle Osnabrück[37]
- 2018 ARE YOU SATISFIED? Aktuelle Kunst und Revolution, Stadtgalerie Kiel[38]
- 2019 YOU ARE HERE. Arbeiten aus der Sammlung Peters-Messer, Spinnerei, Leipzig[39]
- 2020 KUNST(re_public), Halle 14, Leipzig[40]
- 2020 IN WEITER FERNE SO NAH, Haus am Lützowplatz, Berlin[41]
- 2020 SEE STÜCKE – FAKTEN UND FIKTION, Museum Kunst der Westküste, Föhr[42]
- 2020 HOW BEAUTIFUL YOU ARE!, Kindl Zentrum für zeitgenössische Kunst, Berlin[43]
- 2021 SEE STÜCKE – FAKTEN UND FIKTION, Alfred Ehrhardt Stiftung, Berlin[44]
- 2021 DECELERATION, Kunstpreis des Haus am Kleistpark[45]